# Резолюция 84 на Съвета за сигурност на ООН
Резолюция 84 на Съвета за сигурност на ООН е приета с мнозинство на 7 юли 1950 г. по повод военната агресия на Северна Корея над Република Корея, започнала на 25 юни 1950 г.
Като припомня, че е обявил действията на Северна Корея за нарушение на мира и е призовал страните членки да окажат помощ на Република Корея, с Резолюция 84 Съветът за сигурност приветства страните членки и народите на ООН, които са изразили пълна подкрепа за Резолюция 82 и Резолюция 83, приети, за да се окаже подкрепа на Република Корея в борбата ѝ да отблъсне севернокорейското нападение и да възстанови мира и сигурността. Подчертавайки, че страни - членки на ООН, са отправили към организацията предложения за изпращане на военна подкрепа на южнокорейското правителство, Съветът за сигурност приканва тези страни, които са решили да изпратят свои военни части и друга помощ на Южна Корея, да поставят тези свои военни сили под единното командване на Съединените американски щати. В тази връзка резолюцията призовава САЩ да назначат главнокомандващ на тези сили. Резолюцията упълномощава главнокомандващия да използва по своя преценка знамето на ООН в операциите срещу въоръжените сили на Северна Корея, наред със знамената на различните държави членки, участващи в операциите срещу Северна Корея.
Резолюция 84 е приета с мнозинство от 7 гласа „за“, като представителите на Индия, Египет и Югославия се въздържат, а постоянният представител на Съветския съюз, който има право на вето, не присъства на заседанието в знак на протест срещу факта, че Република Китай заема постоянно място в Съвета за сигурност вместо Народна република Китай.